# 크르스테 벨코스키
크르스테 벨코스키(마케도니아어: Крсте Велкоски, 1988년 2월 27일 ~ )는 북마케도니아의 축구 선수로, 포지션은 스트라이커이다.

## 클럽 경력
2017년 현재 보스니아 헤르체고비나 프리미어리그 FK 사라예보에서 활약하고 있다. 2016년 K리그 클래식 인천 유나이티드 FC에서 활약한 바 있으며, 등록명은 벨코스키였다. 인천에서 24경기에 출장하여 4골 2도움을 기록하였다.

## 경력 통계

### 국가대표팀 기록
2015년 11월 17일 기준
| 국가         | 연도 | 출장 | 득점 |
| ------------ | ---- | ---- | ---- |
| 북마케도니아 |      |      |      |
| 2014         | 6    | 0    |      |
| 2015         | 4    | 0    |      |
| 총합         | 총합 | 10   | 0    |

## 수상 내역

### FK 사라예보
- 보스니아 헤르체고비나 프리미어리그

* 우승 (1)  : 2014-15
- 보스니아 헤르체고비나컵

* 우승 (1)  : 2013-14

### FK 라보트니치키
- 북마케도니아 1부 리그

* 우승 (1)  : 2007-08
- 북마케도니아컵

* 우승 (1)  : 2007-08